# オオフクロネコ
オオフクロネコ（Dasyurus maculatus）は、哺乳綱フクロネコ形目フクロネコ科フクロネコ属に分類される有袋類。

## 分布
オーストラリア（クイーンズランド州北東部および南東部、タスマニア州、ニューサウスウェールズ州東部、ビクトリア州）。南オーストラリア州では絶滅。
模式標本の産地（模式産地）は、Port Jackson（ニューサウスウェールズ州）。

## 形態
頭胴長（体長）オス38 - 76センチメートル、メス35 - 45センチメートル。尾長オス37 - 55センチメートル、メス34 - 42センチメートル。体重オス3.5 - 7キログラム、メス3.5 - 4.5キログラム。フクロネコ属最大種。体色は赤褐色で、尾も含めて白い斑点が入る。フクロネコ属では本種のみ尾にも斑点が入る。種小名maculatusは、ラテン語で「斑点のある」の意。
後肢の趾は5本。
乳頭数は6個。

## 分類
以下の分類・分布・形態は、Jones et al(2001)に従う。一方でGroves(2005)では、本種に亜種を認めていない。
Dasyurus maculatus maculatus (Kerr, 1792)
クイーンズランド州南東部、タスマニア州、ニューサウスウェールズ州、ビクトリア州
全長オス84 - 100センチメートル、メス74.5 - 84センチメートル。尾長オス39 - 49センチメートル、メス34 - 44センチメートル（いずれもタスマニア島での計測値）。
Dasyurus maculatus gracilis Ramsay, 1888
クイーンズランド州北部
全長オス67 - 95センチメートル、メス68 - 84センチメートル。尾長オス31 - 44センチメートル、メス28.5 - 41センチメートル。

## 生態
森林に生息する。地表棲だが、木に登ることもある。夜行性だが、昼間に岩の上などで日光浴を行うこともある。昼間は巣穴や地面に空いた穴・樹洞・岩の割れ目・民家の軒下などで休む。
フクロギツネ・ニオイネズミカンガルーHypsiprymnodon moschatus・ハイイロリングテイルPseudocheirus peregrinus・ウォンバット類・バンディクート類・ウサギ類などの哺乳類、鳥類、爬虫類、甲殻類、昆虫、動物の死骸などを食べる。タスマニア島では同所的に分布するタスマニアデビルやフクロネコほどではないが、道路やキャンプ場・民家などで動物の死骸を食べる。有袋類の中でも特に動物食傾向が強い種の1つとされる。
タスマニアデビル、オオメンフクロウTyto novaehollandiae、ディンゴ、イヌに襲われた例がある。本種の糞の中から、本種の体毛も検出されている。幼獣はネコや本種自身の成獣に殺されることもあるが、本種がネコの成獣を殺した例もある。
繁殖様式は胎生。6 - 7月に交尾を行う。妊娠期間は21日。1回に4 - 6頭の幼獣を産む。生後8 - 12週間は育児嚢の中で生活する。生後1年で性成熟する。寿命は3年。

## 人間との関係
森林伐採による生息地の破壊および巣穴となる倒木の除去、感染症、人為的に移入されたネコやアカギツネとの競合、イヌやアカギツネによる捕食、ディンゴ用に広範囲に散布された毒物による巻き添えなどが原因で、生息数が減少している。動物の死骸を食べるため道路で轢死した動物の死骸を漁るうちに本種自身も交通事故にあうこと、オオヒキガエルによる影響も懸念されている。